# Grafička priprema
Grafička priprema (njem. Druckzurichtung, engl. prepress, makeready) je početna faza procesa grafičke proizvodnje, u kojoj se grafički obrađuju tekst i ilustracije, rezultat čega je izrada tiskovne forme.
Povijesno se dijeli se na tri faze:
1. Olovni slog, ručni ili strojni slog koji se koristio u tehnici knjigotiska. Procesom slaganja izrađivala se tiskovna forma od slitine olova s 12% antimona i 4% kositra. Danas je praktično nestao iz uporabe.[3]
2. Fotoslog, tiskarski slog u obliku filma izrađen uređajem za fotoslog.[4]
3. DeskTop Publishing (stolno izdavaštvo – računalni slog), proces oblikovanja za tisak na osobnom računalu, uz pomoć odgovarajućih računalnih programa.

Grafička se priprema sastoji se od dva osnovna postupka:
1. Oblikovanje proizvoda predstavlja stvaranje i razradu ideje do završnog rješenja. Ovo je najvažnija i najdugotrajnija faza o kojoj ovisi uspjeh dizajna.
2. Izrada pripreme proizvoda za tisak predstavlja pripremu idejnog rješenja za tisak uporabom grafičkih računalnih programa na osobnom računalu.

U postupku grafičke obrade teksta (izrada tiskarskog sloga) određuju se likovno-grafičke značajke pisma, dok se u postupku grafičke obrade ilustracija (reprofotografija) jedno- ili višetonske ilustracije prevode se u oblik pogodan grafičkoj reprodukciji. Slijedi proces tzv. prijeloma, povezivanja teksta i ilustracija u cjelinu čime se određuje krajnji izgled grafičkog proizvoda. Sljedeća i konačna faza grafičke pripreme izrada je tiskovne forme, ovisno o izabranoj tehnici tiska.